# Aquileia

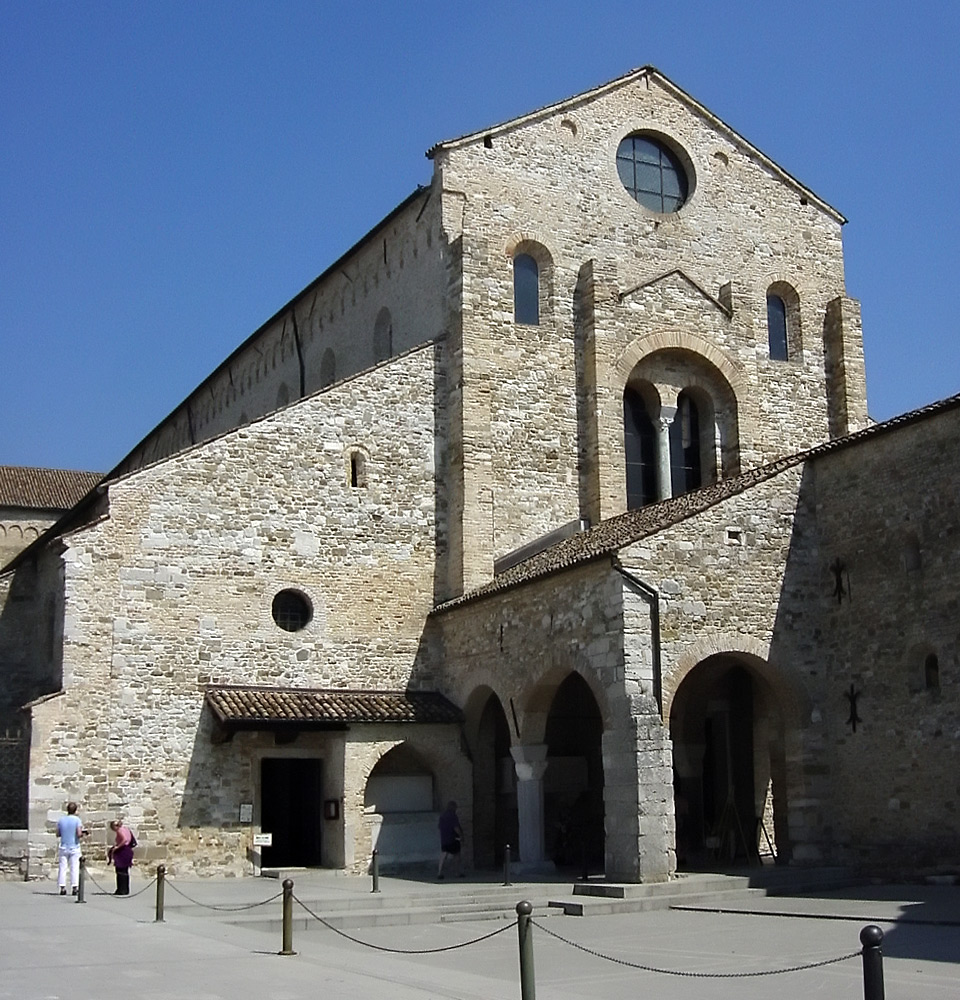
Dawna katedra patriarchatu Akwilei

Aquileia (łac. Aquileiensis, wł. Aquileia) – stolica historycznego patriarchatu w Italii erygowanego w I wieku, a włączonego w roku 1751 w skład archidiecezji Udine.
Współczesne miasto Akwileja znajduje się w Prowincji Udine we Włoszech. Obecnie katolickie arcybiskupstwo tytularne ustanowione w 1968 przez papieża Pawła VI.

## Biskupi tytularni
| Lp. | Biskup              | Funkcja                                           | Od                | Do               |
| --- | ------------------- | ------------------------------------------------- | ----------------- | ---------------- |
| 1   | Joseph Höffner      | arcybiskup koadiutor Kolonii (Niemcy)             | 6 stycznia 1969   | 24 lutego 1969   |
| 2   | Michele Cecchini    | nuncjusz apostolski                               | 25 lutego 1969    | 26 kwietnia 1989 |
| 3   | Marcello Costalunga | papieski delegat dla Bazyliki św. Pawła za Murami | 10 grudnia 1990   | 5 maja 2010      |
| 4   | Charles Brown       | nuncjusz apostolski                               | 26 listopada 2011 |                  |